# Mirosław Pietkiewicz
Mirosław Witold Pietkiewicz (ur. 4 września 1933 w Łodzi, zm. 22 grudnia 2020 tamże) – polski organista, profesor zwyczajny Akademii Muzycznej w Łodzi.

## Życiorys
Absolwent Państwowej Wyższej Szkoły Muzycznej w Łodzi w zakresie muzyki organowej (dyplom z wyróżnieniem u prof. J. Kucharskiego w 1958) i teorii muzyki (dyplom z wyróżnieniem u prof. Franciszka Wesołowskiego w 1959 na podstawie pracy: Studium analityczne „Stabat Mater” Karola Szymanowskiego). W 1967 odbył studia w Konserwatorium Muzycznym w Antwerpii w klasie prof. F. Peetersa i otrzymał dyplom z odznaczeniem.
Występował podczas licznych festiwali organowych w Polsce i w Europie. Był pierwszym wykonawcą ponad dwudziestu utworów polskich kompozytorów współczesnych (m.in. Tomasz Kiesewetter, Jerzy Bauer, Tadeusz Paciorkiewicz, Bronisław Kazimierz Przybylski). Dokonał szeregu nagrań radiowych i płytowych. Był konsultantem budowy organów w Toruniu, Bydgoszczy, Inowrocławiu, Łodzi (Akademia Muzyczna, kościół św. Teresy).
W Akademii Muzycznej w Łodzi prowadził klasę organów, a w latach 1994–2003 był kierownikiem Katedry Organów, Klawesynu i Muzyki Dawnej. W latach 1981–1987 oraz 1990–1993 piastował godność prorektora, a także był kierownikiem filii łódzkiej uczelni w Bydgoszczy.
W 1988 zainicjował doroczny cykl koncertów Muzyka w Starym Klasztorze, odbywający się w okresie czerwiec–sierpień w barokowym wnętrzu Kościoła św. Antoniego (Klasztor oo. Franciszkanów w Łodzi) w Łagiewnikach w Łodzi; pełnił funkcję dyrektora artystycznego imprezy. Ponadto (od 1992) był kierownikiem artystycznym festiwalu „Muzyka u św. Teresy” w Łodzi. Był inicjatorem i kierownikiem artystycznym Festiwalu Organowego w Inowrocławiu (do 1991).
Laureat nagród i odznaczeń (m.in. Srebrny i Złoty Krzyż Zasługi, Krzyż Kawalerski i Oficerski Orderu Odrodzenia Polski, Medal Komisji Edukacji Narodowej, Srebrny Medal „Zasłużony Kulturze Gloria Artis” (2006), Honorowa Odznaka Miasta Łodzi, Zasłużony Działacz Kultury).
Jego żona – Klara Pietkiewicz (zm. 2001) była nauczycielką geografii w łódzkich szkołach podstawowych. Córka Dorota.
Pochowany na cmentarzu w Łodzi – Łagiewnikach.

## Publikacje
- Materiały i ćwiczenia do nauki instrumentoznawstwa. Łódź: Państwowa Wyższa Szkoła Muzyczna, 1965, współautor: Antoni Kędra (seria: Z Prac Katedry Teorii przy Państwowej Wyższej Szkole Muzycznej w Łodzi)[4];
- Czy należy poprawiać Johanna Sebastiana Bacha? [w:] Arcana Musicae. Księga prac dedykowanych prof. Franciszkowi Wesołowskiemu z okazji 85-lecia urodzin; red. Marta Szoka, Łódź 1999, ISBN 83-901135-2-X